# Лока-при-Добрні
Лока-при-Добрні (словен. Loka pri Dobrni) — поселення в общині Добрна, Савинський регіон, Словенія. Висота над рівнем моря: 601,7 м. 